# Groupe vanillyle

Groupe vanillyle

En chimie organique, un groupe vanillyle est un groupe fonctionnel constitué d'un noyau benzylique substitué par un groupe hydroxyle (phénol) en position para et un groupe méthoxy en position méta. Les composés contenant ce groupe, parmi lesquels on trouve la vanilline, l'acide vanillique, la capsaïcine ou l'acide vanylmandélique, sont appelés vanilloïdes.

Le groupement vanillyle peut aussi avoir comme nomenclature « N-vanillyl », cette nomenclature est utilisée lorsqu'un amide est responsable de la liaison du groupement vanillyle avec la chaine de carbone principale. Ceci est observable pour tous les capsaïcinoïdes.